# Перрон, Жан
Жан Перро́н (фр. Jean Perron; род. 5 октября 1946, Сан-Изидор-де-Клифтон, Квебек) — канадский хоккейный тренер.

## Карьера
Свою тренерскую карьеру начинал в системе сборных страны. В 1982 году руководил канадцами на европейских турнирах. В 1984 году вместе с Джорджом Кингстоном он ассистировал Дэйву Кингу Олимпийских играх в Сараеве.
В 1984 году специалист вошел в тренерский штаб Жака Лемера в клубе НХЛ "Монреаль Канадиенс". Через год Перрон уже самостоятельно возглавил команду. В своем дебютном сезоне он привёл её к победе в Кубке Стенли. Затем Перрон ещё три сезона руководил "красными". В 1987 году специалист помогал Майку Кинэну в победном для "кленовых листьев" Кубке Канады.
В сезоне 1988/89 был главным тренером "Квебек Нордикса". После неудачного турнира ушел из НХЛ. Некоторое время Перрон трудился в АХЛ. С 1997 по 1999 год канадец возглавлял швейцарский "Серветт".
Завершил свою тренерскую карьеру Жан Перрон в Израиле. Долгие годы с перерывами он был главным тренером национальной сборной страны. В 2005 году тренер привёл её к победе в втором дивизионе чемпионата мира. В том же году она принимала участие в Кубке "Спартака". Свое последнее мировое первенство с израильтянами он провел в 2014 году. Жан Перрон также работал с юношеской сборной Израиля.

## Достижения

### Тренер
- Обладатель Кубка Стэнли: 1986.

### Ассистент
- Победитель Кубка Канады: 1987.